# Альберт I фон Дагсбург
Альберт I фон Дагсбург (фр. Albert Ier de Dabo; 1055/1060 — 24 августа 1098) — граф Моха (под именем Альберт II) и Дагсбурга.

## Биография
Родился 1055/1060 г. Сын или внук Альберта I, графа де Моха, который упоминается в документах 1031 (Albertum de Musal), 1040/44 (Adalberto de Musel) и 1059 (Alberti comitis de Musal) годов, из которых только в последнем — с графским титулом. Возможно, Альберт де Моха, упоминаемый в хартиях 1031 и 1059 года — это два разных человека (отец и сын).
Первым браком был женат на Хейлвиге фон Дагсбург, дочери Генриха I, графа Дагсбурга и Эгисхейма. Она в 1089 году после смерти брата, Гуго VIII, унаследовала Дагсбург. Когда Хейлвига умерла, Альберт сохранил её графство за собой (в некрологе назван Albertus comes Dasburgensis).
Сын:
- Гуго IX (ум. после 1137), граф Дагсбурга.

Овдовев, Альберт ок. 1095 года женился на Эрменсинде Люксембургской (р. ок. 1080, ум. 1141), дочери графа Люксембурга Конрада I. Она вторым браком в 1101 году вышла замуж за Готфрида I, графа Намюра. В 1136 году унаследовала графства Люксембург и Лонгви, и сразу передала их сыну — Генриху IV.
От Эрмесинды у Альберта родились две дочери:
- Мехтильда (ум. после 1137), жена Фольмара VIII, графа Меца
- не известная по имени, жена Аиульфа.

## Возможное происхождение
Существует другая версия происхождения Альберта I фон Дагсбурга. Некоторые историки считают, что он сын Генриха I фон Дагсбурга (ум. до 1050) и младший брат Гуго VIII, а его матерью была дочь вышеупомянутого Альберта, графа Моха. От брата он унаследовал Дагсбург, от матери — графство Моха.
Эта версия отодвигает дату рождения Альберта I фон Дагсбурга на 10 лет раньше, и получается, что он вступил во второй брак в почти 50-летнем возрасте. Это возможно, но маловероятно.